# П'ята нормальна форма
П'я́та норма́льна фо́рма (5НФ), також відома як проєкційно-з'єднувана нормальна форма (ПЗ/НФ) — ступінь нормалізації баз даних, утворений для усунення надлишковості в реляційних базах даних, які містять багатозначні факти, шляхом відокремлення семантично пов'язаних кратних взаємозв'язків. Відношення знаходиться в 5НФ тоді і тільки тоді, коли кожна нетривіальна залежність з'єднання визначається потенційним ключем.
Залежність з'єднання *{A, B, … Z} на R визначається потенційним ключем R тоді і тільки тоді, коли кожен з A, B, …, Z є суперключем для R.

## Приклад
Розглянемо такий приклад:
| Крамар          | Бренд   | Тип товару     |
| --------------- | ------- | -------------- |
| Лесь Загородній | Акме    | Порохотяг      |
| Лесь Загородній | Акме    | Хлібниця       |
| Василь Куйбіда  | Робасто | Ножиці садові  |
| Василь Куйбіда  | Робасто | Порохотяг      |
| Василь Куйбіда  | Робасто | Хлібниця       |
| Василь Куйбіда  | Робасто | Парасоля       |
| Любим Жадько    | Робасто | Порохотяг      |
| Любим Жадько    | Робасто | Прозорна труба |
| Любим Жадько    | Акме    | Порохотяг      |
| Любим Жадько    | Акме    | Ліхтар         |
| Любим Жадько    | Німбус  | Змішувач       |

Предикатом таблиці є: товари типу визначеного через Тип товару, зроблені брендом визначеним через Бренд, є в наявності у крамаря визначеного через Крамар.
За відсутності яких-небудь правил з обмеження правильних сполучень Крамаря, Бренду та Типу товару, всі три атрибути в попередній таблиці необхідні для відтворення окремої ситуації.
Припустимо, однак, що прийняте таке правило: Крамар займається певними Брендами і певними типами товарів. Якщо він займається брендом B і типом товару P, тоді (припускаємо, що бренд B виробляє тип товару P), крамар має пропонувати продукти типу P вироблені брендом B. Відношення не знаходиться в 5НФ, оскільки в ньому присутня нетривіальна залежність з'єднання *{{Крамар, Бренд}, {Бренд, Товар}, {Крамар, Товар}}, однак підмножини {Крамар, Бренд}, {Бренд, Товар}, {Крамар, Товар} не є суперключами.
В цьому випадку, можливо розділити таблицю на три:
| Крамар          | Тип товару     |
| --------------- | -------------- |
| Лесь Загородній | Порохотяг      |
| Лесь Загородній | Хлібниця       |
| Василь Куйбіда  | Ножиці садові  |
| Василь Куйбіда  | Порохотяг      |
| Василь Куйбіда  | Хлібниця       |
| Василь Куйбіда  | Парасоля       |
| Любим Жадько    | Прозорна труба |
| Любим Жадько    | Порохотяг      |
| Любим Жадько    | Ліхтар         |
| Любим Жадько    | Змішувач       |

| Крамар          | Бренд   |
| --------------- | ------- |
| Лесь Загородній | Акме    |
| Василь Куйбіда  | Робасто |
| Любим Жадько    | Робасто |
| Любим Жадько    | Акме    |
| Любим Жадько    | Німбус  |

| Бренд   | Тип товару     |
| ------- | -------------- |
| Акме    | Порохотяг      |
| Акме    | Хлібниця       |
| Акме    | Ліхтар         |
| Робасто | Ножиці садові  |
| Робасто | Порохотяг      |
| Робасто | Хлібниця       |
| Робасто | Парасоля       |
| Робасто | Прозорна труба |
| Німбус  | Змішувач       |

Зауважимо, що таке розбиття допомагає усунути надлишковість. Уявімо, що Лесь Загородній починає продавати товари Робасто. За попереднього дизайну ми мали б додати два рядки, бо Лесь Загородній може торгувати двома типами товарів Робасто: хлібницями і порохотягами. З новим розбиттям ми маємо додати лише один запис (в «Бренди за крамарями»).

### Використання
Інколи зустрічається ситуація, коли таблиця в 4НФ не знаходиться в 5НФ. Це ситуації, в яких діють складні обмеження з дійсного світу, що накладаються на правильні сполучення значень атрибутів таблиці в 4НФ і не враховані в її структурі. Якщо така таблиця не нормалізована до 5НФ, тягар підтримання логічних зв'язків покладається на застосування, яке займається редагуванням таблиці; існує підвищений ризик порушення логічної цілісності. 5НФ усуває можливість такої нецілісності.